# Йозеф Срнка
Йозеф Срнка (словац. Jozef Srnka; 2 лютого 1808, Липтовський Мікулаш — 1853, в річці Моравіта між Бутіном і Шемлаку-міком; похований в Бутіні) — євангелістський священник, поет, культурний діяч.

## Життєпис
Йозеф Срнка народився 2 лютого 1808 року в місті Липтовський Мікулаш. Його батьком був Ян Срнка, матір'ю — Анна Ганкова. З 1821 по 1822 роки Йозеф Срнка навчався  у євангелістському ліцеї, що знаходився у місті Кежмарок (відомими професорами якого були Ян Бенедікті та Кароль Кузьмяни). Через фінансові проблеми переїжджає навчатися в Ождяни в періоді з 1829 по 1832 роки, але потім знову повертається в Кежмарок. Після повернення почав працювати в Словацькому студентському товаристві на посаді  бібліотекаря. Під час його праці в спілці її очільником був Карол Кузьмяни, а серед відомих членів були Йонаш Заборський та Самуел Томашик. З 1832 по 1836 роки вивчає теологію в євангелістському колегіумі в Пряшеві. У період з 1841 по 1843 роки навчається в університетах міст Грайфсвальд та Тюбінген в Німеччині.
Працював вихователем, асистентом учителя, секретарем старости в містечку Тисовець. З 1848 по 1849 роки жив у місті Банська Бистриця. Від 26 листопада 1851 року до моменту смерті працює євангелістським священником в селищі Бірда, що знаходиться на теренах Румунії. Срнка за своє життя був представником словацького національного відродження, а також керівником та представником Спілки проповідників в Пряшеві. Свої вірші публікував в альманахах та календарях, а  інші роботи залишилися в рукописному варіанті.

## Роботи
- óda od Ľ. J. Haana v Pamätnici prešovskej spoločnosti (1838) — рукопис зберігається в літературному архіві Матиці словацької;
- óda od J. Záborského v Žehrách (1851) — рукопис зберігається в літературному архіві Матиці словацької.